# アダマ・ムベング
アダマ・ムベング（Adama Mbengue、1993年12月1日 - ）は、セネガル・リュフィスク出身のプロサッカー選手。サッカーセネガル代表。LBシャトールー所属。ポジションはDF(LSB)。

## 経歴

### クラブ
19歳でアメリカに渡り、オーランド・シティSCのリザーブチームに入団。2012年6月にトップチームに昇格しプロデビューを果たした。
2017年6月、SMカーンに4年契約で移籍。
2021年7月19日、LBシャトールーに1年契約で移籍した。

### 代表
2018年6月、負傷したサリウ・シスに代わり2018 FIFAワールドカップ参加メンバーに選出された。

## 代表歴

### 出場大会
- セネガル代表
  - 2018 FIFAワールドカップ

### 試合数
- 国際Aマッチ 8試合 0得点（2015年-2018年）[4]

| セネガル代表 | 国際Aマッチ | 国際Aマッチ |
| 年           | 出場        | 得点        |
| ------------ | ----------- | ----------- |
| 2015         | 2           | 0           |
| 2016         | 1           | 0           |
| 2017         | 4           | 0           |
| 2018         | 1           | 0           |
| 通算         | 8           | 0           |